# June Loidi Etxaniz
June Loidi Etxaniz (geboren am 25. April 2000 in Elgoibar) ist eine spanische Handballspielerin, die auf der Spielposition linker Rückraum eingesetzt wird.

## Vereinskarriere
Sie debütierte am 21. März 2019 in der Saison 2018/2019 in Spaniens erster Liga, der División de Honor (Liga Guerreras) mit Balonmano Zuazo. Nach drei Spielzeiten wechselte sie im Jahr 2021 zum Ligakonkurrenten Balonmano Bera Bera. Mit diesem Team gewann sie die spanische Meisterschaft, den spanischen Pokal (Copa de la Reina), den Supercup Spaniens (Supercopa de España) und auch den iberischen Supercup (Supercopa Ibérica). Seit 2024 steht sie für Motivemarket.com Gijón auf dem Feld. Ab Sommer 2025 läuft sie für Grafometal La Rioja auf.
Mit der Mannschaft aus Donostia nahm sie auch in den Spielzeiten 2021/2022, 2022/2023 und 2023/2024 an der EHF European League teil.

## Auswahlmannschaften
Loidi wurde auch in Auswahlmannschaften der RFEBM eingesetzt.
Erstmals stand die für Spanien am 25. Juli 2014 in einem Spiel der promesas selección auf dem Feld. Bis 2016 bestritt sie neun Spiele mit dieser Auswahl und warf darin zehn Tore.
Mit der Jugendnationalauswahl Spaniens trat sie im Jahr 2018 in elf Partien an, in denen sie 23 Tore erzielte. Sie nahm mit der Auswahl an der U-18-Weltmeisterschaft 2018 (8. Platz) teil.
Von November 2018 bis November 2019 spielte Joidi in der Juniorinnennationalmannschaft. In 13 Länderspielen warf sie 35 Tore für Spanien. Bei der U-19-Europameisterschaft 2019 belegte sie mit dem Team den 11. Platz.
Mit Spaniens A-Auswahl debütierte June Loidi am 21. März 2019. Bei den Mittelmeerspielen 2022 kam sie mit der Mannschaft auf den 1. Platz.

## Erfolge
- 3 × spanische Meisterschaft (2020/2021, 2021/2022, 2023/2024)
- 2 × Copa de la Reina (2022/2023, 2023/2024)
- 1 × Supercopa Ibérica (2023)
- 1 × Supercopa de España (2022/2023)
- 1 × Mittelmeerspiele (2022)